# Manuel Suárez García

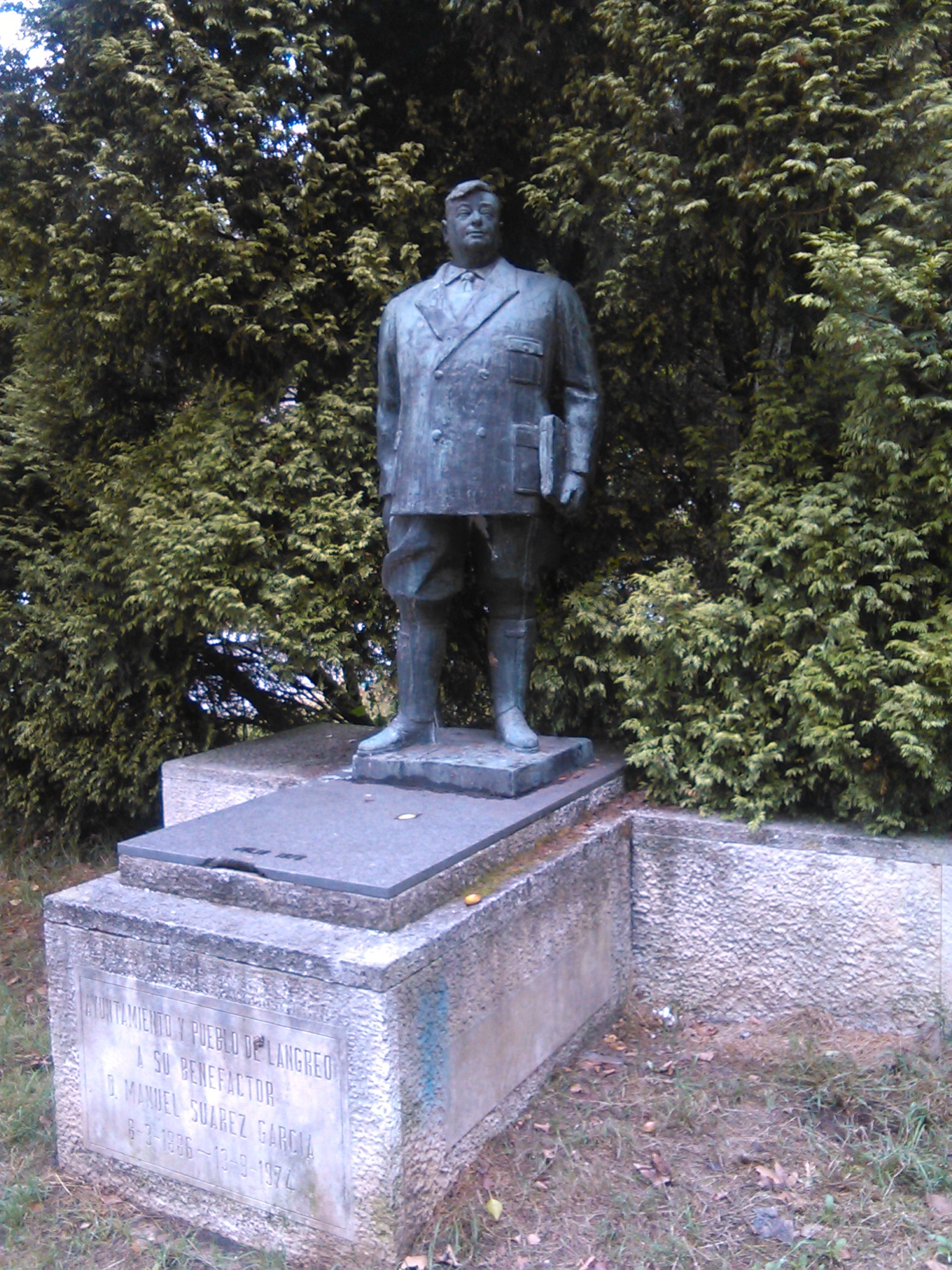
Monumento a Manuel Suárez en La Felguera

Manuel Suárez García (Siero, Asturias, 1886 - 1974) conocido como El Cabritu, fue un empresario minero español.

## Biografía
Manuel Suárez nació en la zona minera de Siero, cerca de La Felguera (Langreo), donde fue a residir. Recibía el sobrenombre en asturiano de El Cabritu al conocerse así a su familia.
Poseía la mina Rufina (Langreo) y otras pertenencias dentro de la empresa Carbones de Langreo. En 1943 profundiza el Pozo Santa Eulalia, conocido como Pozo del Cabritu, que estuvo en funcionamiento hasta 2013 como parte del Grupo Candín de Hunosa. Junto a este pozo tenía su casa. Destacó entre los vecinos por su labor benefactora y su preocupación por las familias mineras, labor seguida también por su sobrino Marino Gutiérrez.
En los años 50 el escultor Manuel Álvarez Laviada le realiza una estatua en bronce, colocada en el parque García Lago de La Felguera en 1978. 